# بوکو کورپوریشن
بوکو کورپوریشن (انگلیسی: Boku, Inc.) شرکت خدمات مالی آمریکایی است، که در سال ۲۰۰۹ تأسیس شد.